# Rakitan (Sluke)
Rakitan is een bestuurslaag in het regentschap Rembang van de provincie Midden-Java, Indonesië. Rakitan telt 713 inwoners (volkstelling 2010).